# Phasmahyla jandaia
Phasmahyla jandaia é uma espécie de anfíbio da família Phyllomedusidae. Endêmica do Brasil, pode ser encontrada na Serra do Caraça e na Serra do Cipó no estado de Minas Gerais.